# Chrysomela anatolica
Chrysomela anatolica es un coleóptero de la familia Chrysomelidae.
Fue descrita científicamente en 1984 por Dahlgren.